# Streichmelodion
Streichmelodion hay Breitoline là một loại đàn zither sử dụng vĩ, có hình dạng tương tự như đàn viola. Streichmelodion được phát minh vào năm 1856 bởi Leopold Breit ở Brno, vốn có nguồn gốc phát triển từ đàn zither vùng cao nguyên và lấy cảm hứng từ đàn Streichzither de. Breitoline được mô tả là có giai điệu phong phú hơn, mạnh mẽ hơn so với Streichzither và có âm vực trầm hơn một chút so với viola. Breitolines được chơi với phần thân của nhạc cụ nằm trên đùi của người chơi (do đó nhạc cụ này còn được gọi là "đàn hạc kẹp trong lòng"), với phần zither nằm giữa cổ và đầu đàn đặt trên tấm đàn. Nhiều chiếc đàn Streichmelodion đã được sản xuất ở Markneukirchen tại nhà máy Ernst Rudolph Glier trong thế kỷ 19.
Streichmelodion có một ngựa đàn, với một đường cong dốc giữa hai sườn đàn, tương tự như của viol de gamba. Nhạc cụ này có một bảng phím cong với khoảng 29 phím đàn, với các điểm đánh dấu phím đàn được khảm ở các phím đàn thứ năm, thứ chín, thứ 12 và thứ 25. Giống như hầu hết các nhạc cụ dây cổ điển, cây đàn cũng được khắc hai lỗ âm hình chữ f . Phần hộp chốt của đàn không đối xứng, nghiêng hẳn về một bên. Hầu hết các mẫu nhạc cụ đều có bốn dây, mặc dù phiên bản gốc của Breit có năm dây. Streichzithers có nhiều kích cỡ khác nhau, bao gồm kích cỡ tương đương một viola, cello hoặc contrebass, mặc dù cách lên dây cho từng loại vẫn còn gây tranh cãi. Các dây thường được lên dây theo chuỗi nốt nhạc của đàn zither truyền thống, ngược lại với cách lên dây của đàn vĩ cầm. Kiểu lên dây phổ biến của đàn Streichmelodion thường là e” a' d' g.
Streichmelodion đã trở nên phổ biến không chỉ ở Moravia, nơi xuất thân của nó mà còn lan rộng tới Đức và Áo, nơi nhạc cụ này còn có thể được tìm thấy trong danh mục nhạc cụ năm 1910 của nhà sản xuất nhạc Josef Lidl, với hai kích cỡ khác nhau. Tuy nhiên, Streichmelodion đã nhận được một số phản hồi tiêu cực từ nghệ sĩ zither chuyên nghiệp người Đức Hans Gruber, khi ông cho rằng nhạc cụ này "có hình dạng và âm sắc giống một cái chảo rán hơn là một nhạc cụ."

## Hình ảnh
- Mặt trước của một chiếc streichmelodion tại Bảo tàng Met Museum
- Mặt sau của chiếc streichmelodion tương tự hình 1.
- Streichmelodion tại bảo tàng Nhạc cụ của Đại học Leipzig.